# Wasserschutzgebiet Blumenthal

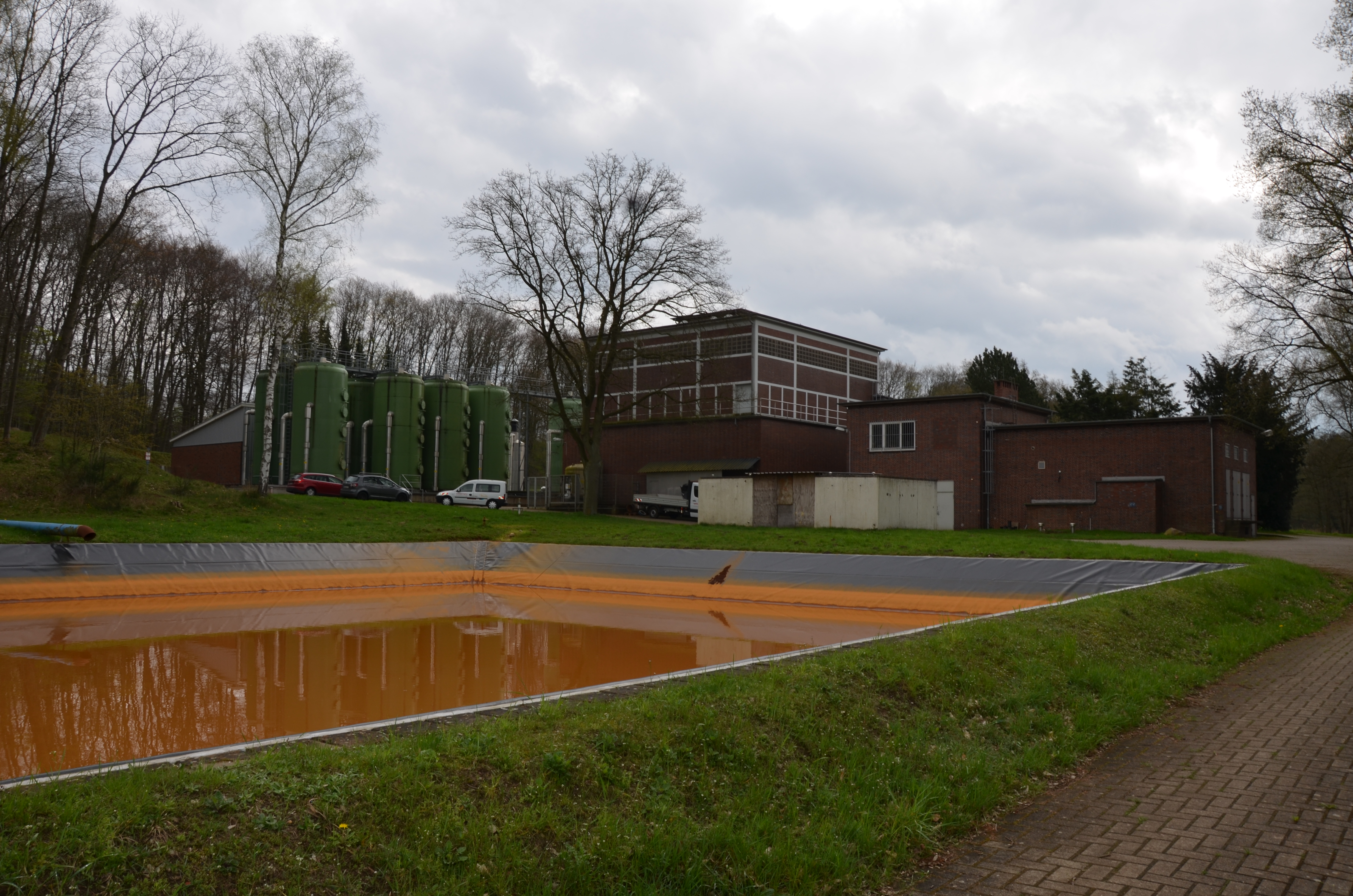
Wasserwerk Blumenthal mit Klärbecken für Filterrückspülwasser (Farbgebung aus der Enteisenung)

Das Wasserschutzgebiet Blumenthal ist ein Schutzgebiet in der Stadt Bremen und im angrenzenden Gebiet des Bundeslandes Niedersachsen, das der Versorgung mit Trinkwasser dient. 

## Schutzgebiet
Die Grenzen des Gebiets wurden erstmals mit der Wasserschutzgebietsverordnung von 1986 festgelegt. 
Am 13. Februar 2014 wurde diese Verordnung durch eine Neufassung abgelöst. Die Grenzen der Schutzzonen wurden entsprechend einem hydrogeologischen Gutachten verändert und die Regelungen der Rechtslage angepasst. Die beiden beteiligten Bundesländer haben sich dabei abgestimmt. Die Verordnung für das in Niedersachsen liegende Gebiet trat bereits in 2013 in Kraft.
Das Schutzgebiet umfasst eine Fläche von 12 Quadratkilometern in Blumenthal und 19 Quadratkilometern in der niedersächsischen Gemeinde Schwanewede. Das inzwischen stillgelegte Tanklager Farge liegt größtenteils in der Schutzzone III.

## Trinkwasser

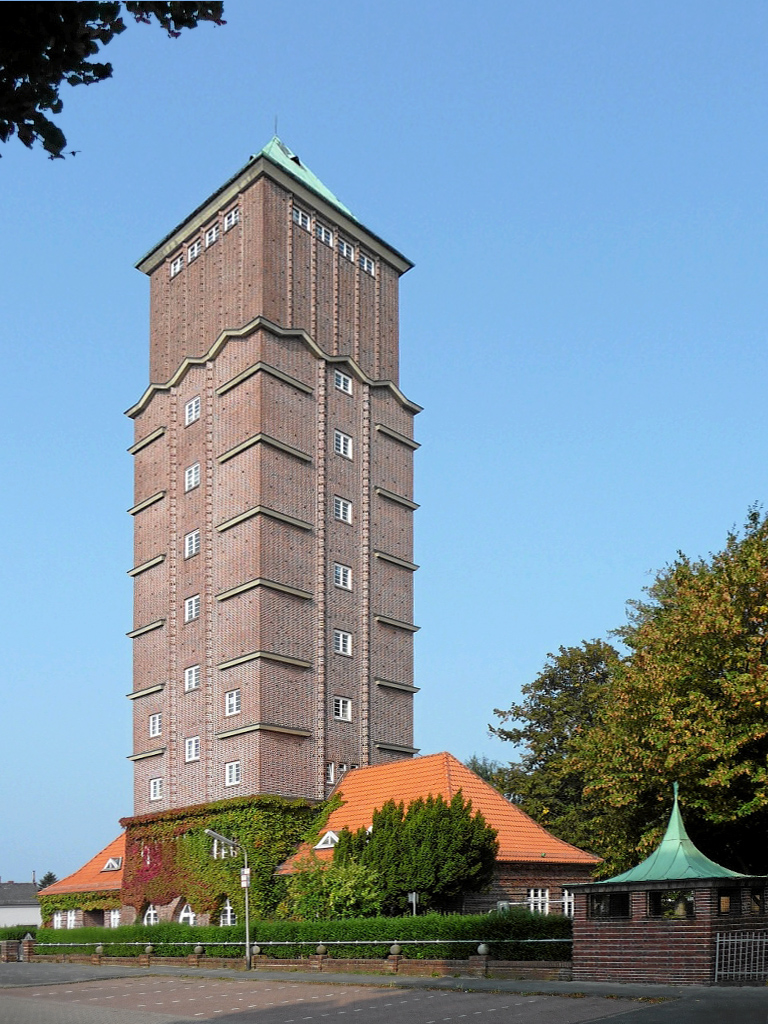
Wasserturm Blumenthal

Grundwasser wird seit 1928 im Wasserwerk Blumenthal gefördert und zu Trinkwasser aufbereitet. Aufgrund der Lage des umliegenden Siedlungsgebietes auf Höhen bis zu 35 Metern muss der Druck in den Wasserleitungen entsprechend erhöht werden. Hierzu wurde der 50 m hohe Wasserturm Blumenthal gebaut. Das Wasserwerk wurde nach der Eingemeindung Blumenthals 1939 von den Städtischen Werken in Bremen übernommen und wird derzeit von der swb AG als Rechtsnachfolger der Stadtwerke Bremen betrieben. Das Grundwasser aus dem Wasserschutzgebiet Blumenthal und der Wasserfassung in Vegesack wird im Wasserwerk Blumenthal aufbereitet und versorgt hauptsächlich das Stadtgebiet nördlich der Lesum mit etwa 100.000 Einwohnern. Die Leistung deckt etwa 20 Prozent des Trinkwasserbedarfs der Stadt Bremen.